# Shakgwe
Shakgwe är en ort i Botswana.   Den ligger i distriktet Central, i den östra delen av landet, 210 km nordost om huvudstaden Gaborone. Shakgwe ligger 967 meter över havet och antalet invånare är 893.
Terrängen runt Shakgwe är platt. Runt Shakgwe är det mycket glesbefolkat, med 6 invånare per kvadratkilometer.. Det finns inga andra samhällen i närheten.
Omgivningarna runt Shakgwe är huvudsakligen savann.